# Ryomyong-Straße
Koordinaten: 39° 3′ 49″ N, 125° 46′ 27″ O
Die Ryomyong-Straße (려명거리) ist eine Straße in Pjöngjang (Nordkorea). Das Projekt erhielt von der internationalen Presse die Bezeichnung Pyonghattan bzw. Pjönghattan, als Anspielung auf Manhattan, seltener auch Little Dubai, da hier besonders viele hohe Wohnhäuser entstehen sollen. Sie befindet sich im Stadtbezirk Taesŏng-guyŏk und ist etwa 3,4 km lang.

## Geschichte
Der Bau wurde von der KCNA am 18. Mai 2016 bekanntgegeben. Zuvor trug die Straße den Namen Kumsong-Straße. Mit "Ch’ŏllima-Geschwindigkeit" sollten hier über 3.000 neue Wohnungen entstehen. Im Zuge des vergangenen VII. Parteitag der PdAK wurde eine 200-Tage Kampagne ausgerufen, dieses Bauvorhaben ist Bestandteil davon. Hiermit will Nordkorea zeigen, dass derartige Projekte trotz gegenwärtig bestehender Sanktionen realisiert werden können. Das Gebiet erstreckt sich dabei von der Kreuzung Ryonghung-/Ryomyong-Straße bis zum Kŭmsusan-Palast. Das Projekt wurde pünktlich zum 105. Geburtstag von Kim Il-sung am 15. April 2017 fertiggestellt.

## Bauwerke
An der Ryomyong-Straße bzw. Kumsong-Straße befinden sich zahlreiche öffentliche Gebäude und Sehenswürdigkeiten (sortiert in Richtung stadtauswärts):

### Turm der Unsterblichkeit

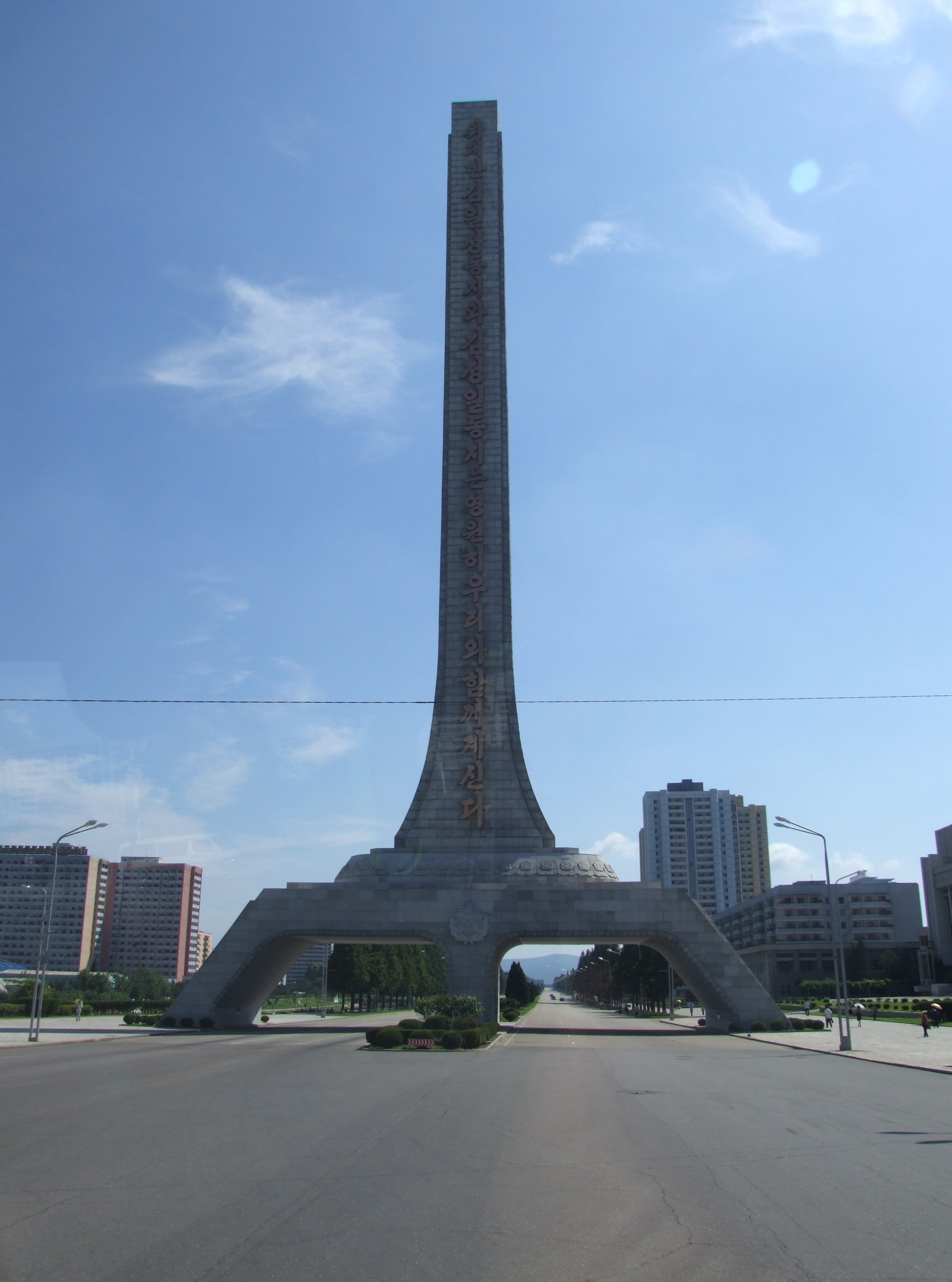
Der Turm der Unsterblichkeit markiert den Beginn der Ryomyong-Straße (bei Neubau der Straße umgestaltet)

Ein sog. Turm der der Unsterblichkeit markiert den Beginn der Ryomyong-Straße.

### Metro-Museum Pjöngjang

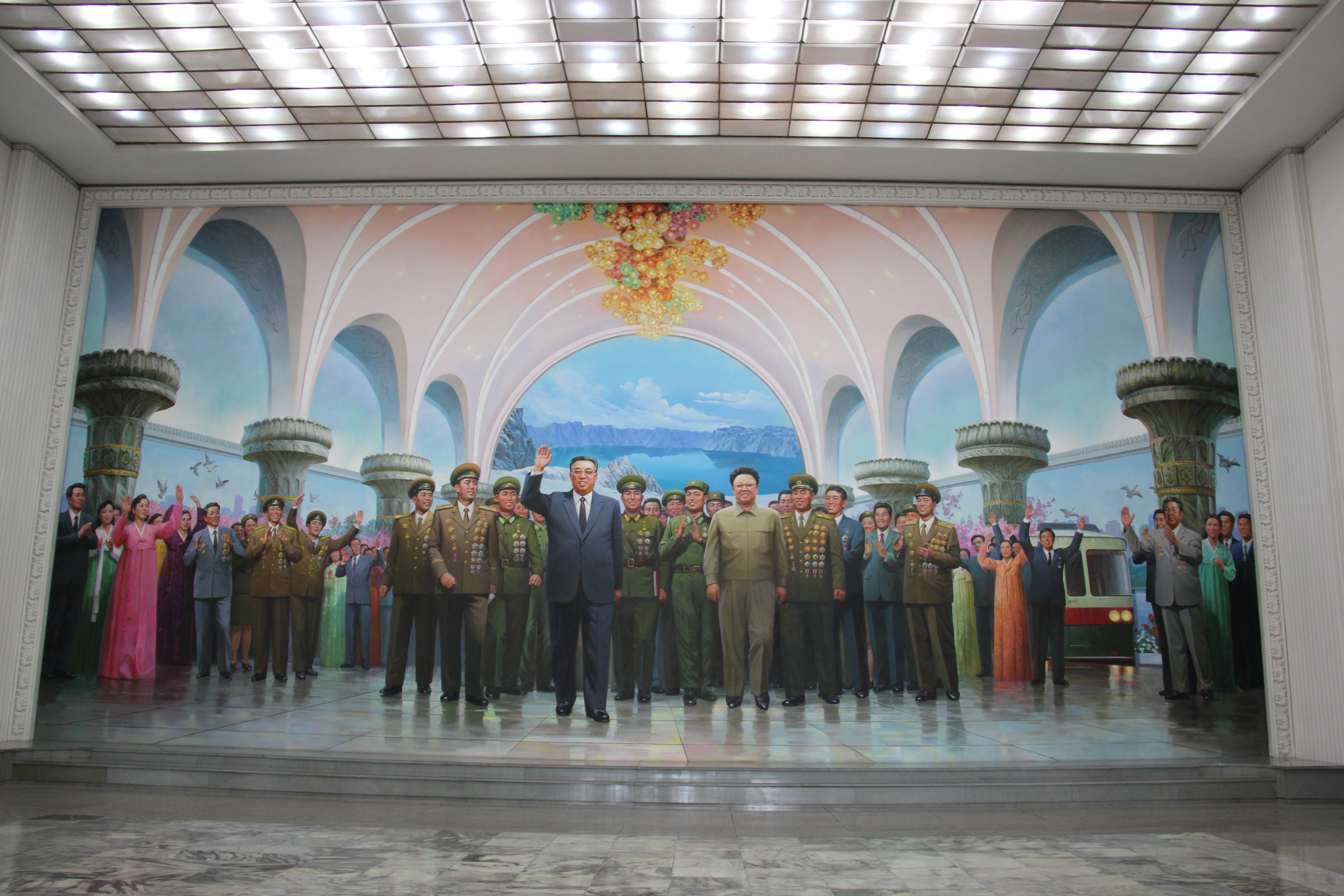
Wandgemälde im Metro-Museum Pjöngjang

Das Museum, welches vor allem den Bau der Metro Pjöngjang behandelt, wurde 1973 eröffnet.

### Kim-Il-sung-Universität

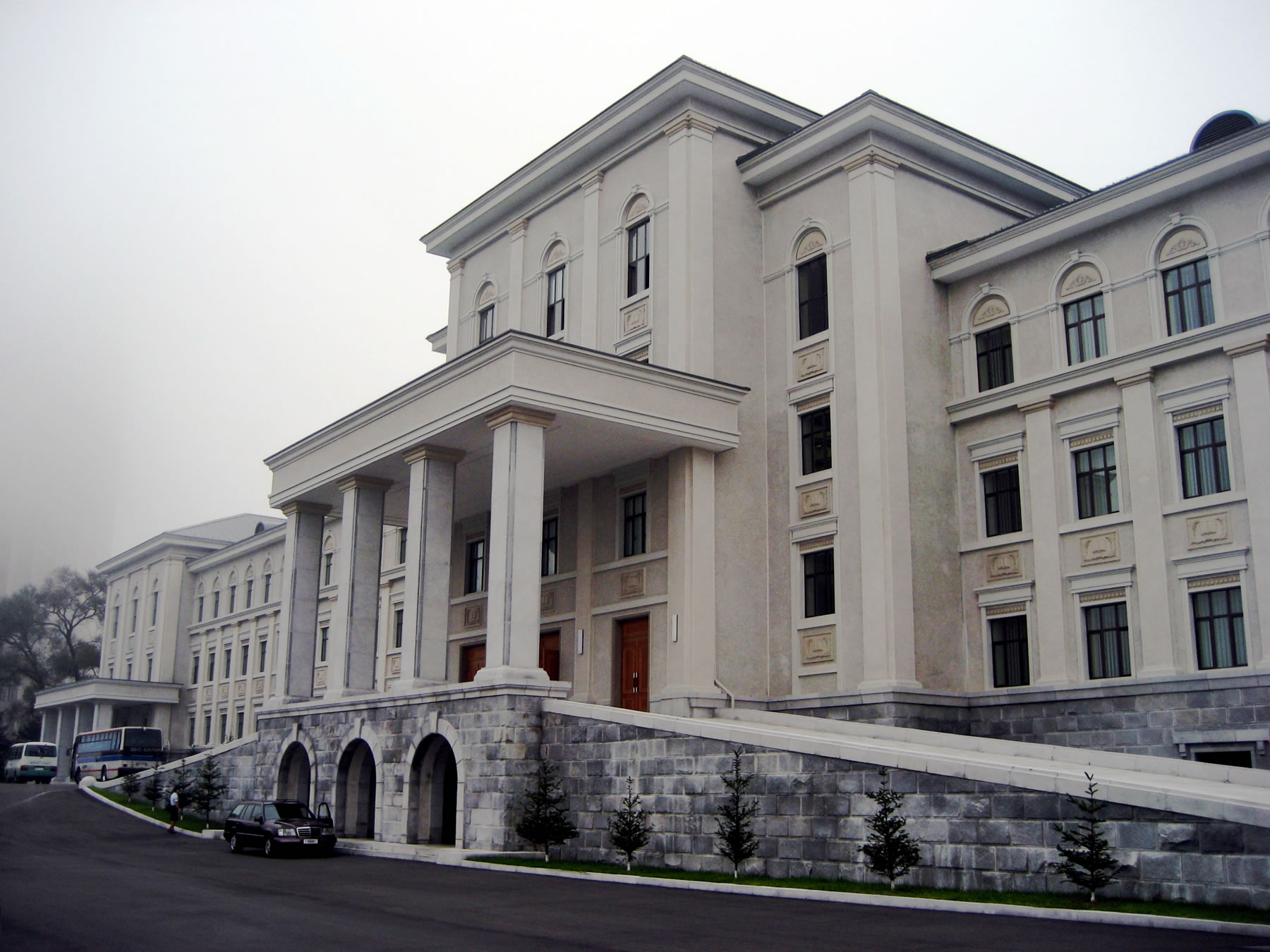
Eingang der Kim Il-Sung Universität

Die Kim-Il-sung-Universität wurde am 1. Oktober 1946 eröffnet und gilt als Eliteuniversität des Landes.

### Ryongnam Mittelschule
Die Mittelschule befindet sich gegenüber dem Campus der Kim-Il-sung-Universität.

### Misanskaya Grundschule
Die Grundschule erhielt ihren Namen am 8. September 2005 und wurde dreimal mit dem Roten Banner des Ruhmes ausgezeichnet.

### Kumsusan-Palast

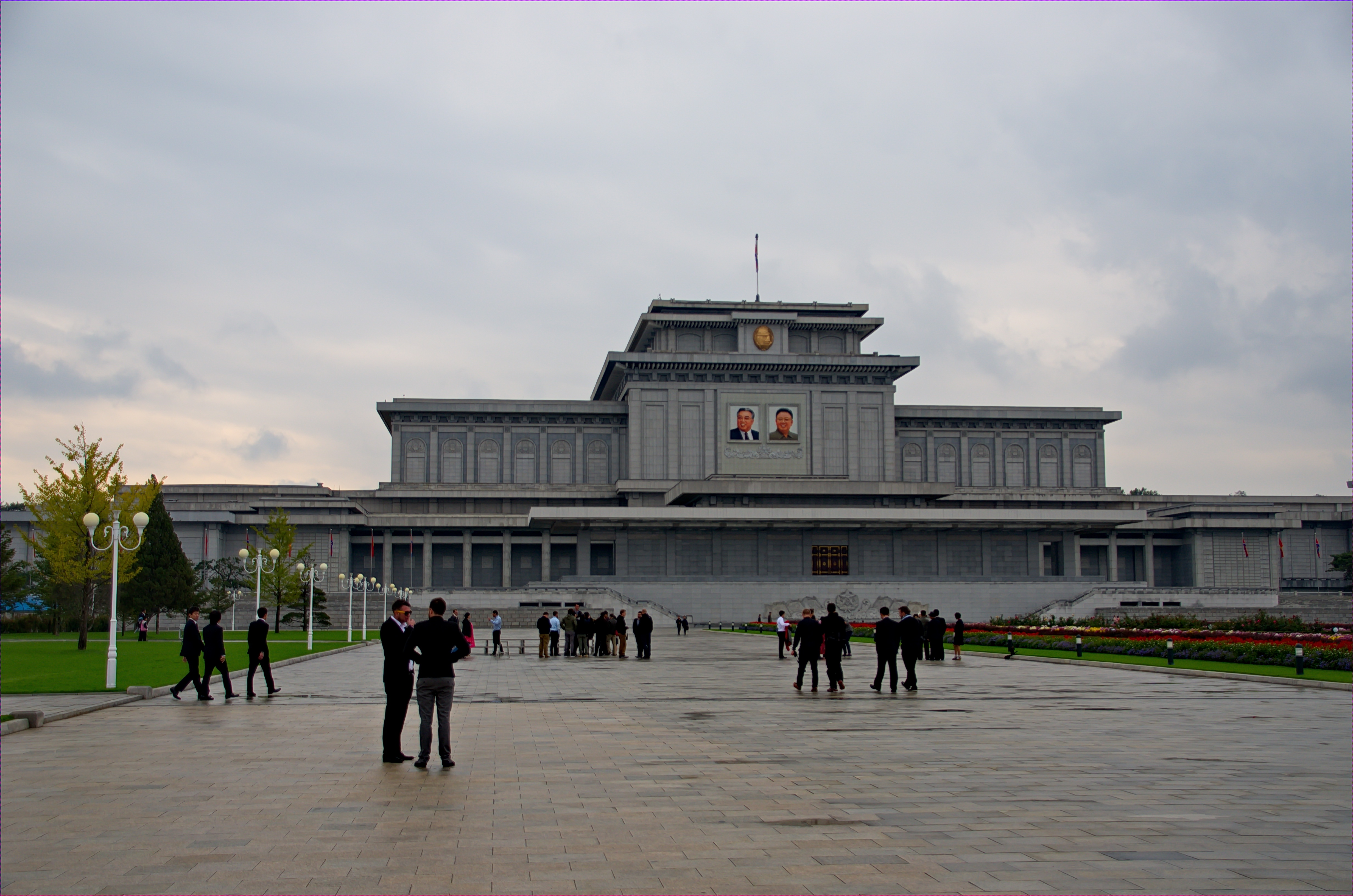
Der Kŭmsusan-Palast

Der Kŭmsusan-Palast diente bis zu dessen Tod als Amtssitz von Kim Il-sung, seitdem als Mausoleum.

### Ryomyong-Hochhäuser
Die Hochhäuser verfügen über 50 und 70 Etagen, kleinere über 30 bis 40 Etagen. Insgesamt entstanden, je nach Quelle, 3.000 bzw. 5.000 neue Wohnungen. Am 3. April 2016 fand die Grundsteinlegung statt, wobei diverse Funktionäre und Armeeangehörige zugegen waren.
Dazu wurden hier neue Kindertagesstätten, Postämter, Waschsalons etc. errichtet. Besonders wird hier dem Umweltschutz Rechnung getragen, beispielsweise durch den Einsatz von Solarmodulen und Nutzung der Erdwärme. Für die Errichtung werden wie beispielsweise beim Palast der Wissenschaft und Technik und der Mirae-Straße Angehörige der Koreanischen Volksarmee eingesetzt.

## Verkehr

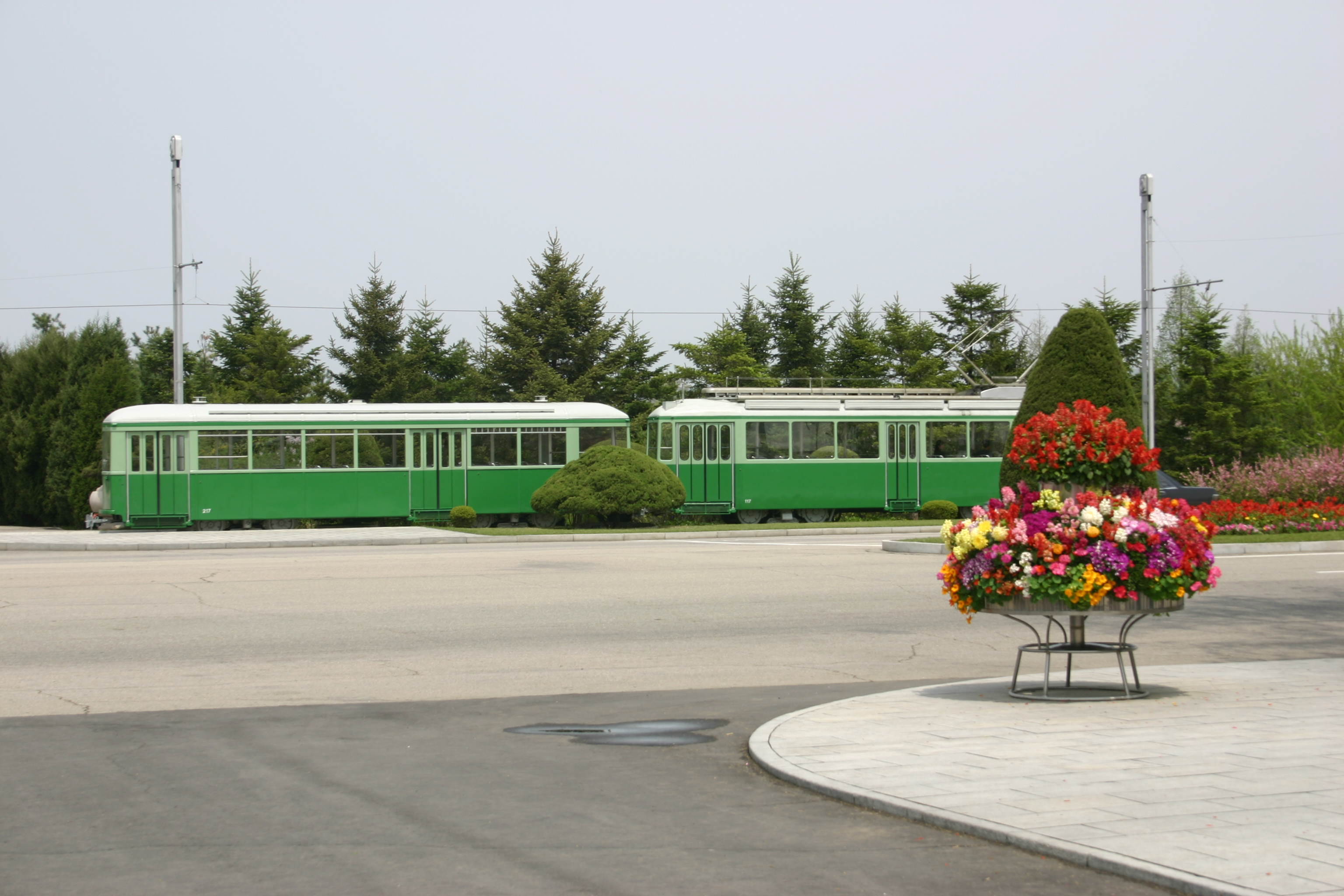
Auf der touristischen Straßenbahnlinie kommen alte Fahrzeuge aus der Schweiz zum Einsatz

Die Ryomyong-Straße ist durch die Straßenbahn Pjöngjang und der Metro Pjöngjang gut an den Öffentlichen Personennahverkehr der Stadt angebunden, neben der Kŭmsusan-Linie (welche allerdings rein touristischen Zwecken dient) gibt es noch drei Stationen der Metro-Linie Hyŏksin:
- Chŏnseung
- Samhŭng
- Kwangmyŏng (seit 1995 auf unbestimmte Zeit geschlossen)